# SDSS J040100.96−060933.0
| SDSS J040100.96−060933.0                                | SDSS J040100.96−060933.0 |
| ------------------------------------------------------- | ------------------------ |
| Beobachtungsdaten Äquinoktium: J2000.0, Epoche: J2000.0 |                          |
| Sternbild                                               | Eridanus                 |
| Rektaszension                                           | 04h 01m 01,0s            |
| Deklination                                             | −6° 09′ 33″              |
| Helligkeit (J-Band)                                     | ca. 17 mag               |
| Spektralklasse                                          | L4±1.5                   |

SDSS J040100.96−060933.0 ist ein L-Zwerg im Sternbild Eridanus. Seine Spektralklasse wird auf L4±1.5 geschätzt.